# Lucy Walker (regista)
Lucy Walker (Londra, 1970) è una regista, sceneggiatrice e produttrice cinematografica britannica.
Ha ottenuto due candidature agli Oscar e oltre 50 riconoscimenti in manifestazioni come il Festival di Berlino, il Festival di Karlovy Vary, il Sundance Film Festival e il Telluride Mountainfilm.

## Biografia
Nata e cresciuta a Londra, inizia come regista teatrale nel periodo del liceo e durante i primi anni all'Università di Oxford, dove comincia ad ottenere i primi riconoscimenti per le sue rappresentazioni. Grazie a una borsa di studio del Programma Fulbright frequenta il Graduate Film Program presso l'Università di New York, dove ottiene il Master of Fine Arts. In questo periodo lavora anche come musicista e dj e conosce il musicista Moby, che contribuirà anni dopo alla colonna sonora del suo film Waste Land.
Tra il 1998 e il 2000 dirige alcuni episodi della serie Blue's Clues trasmessa da Nickelodeon e nel 2002 realizza il suo primo documentario, Devil's Playground, con il quale ottiene una menzione speciale al Festival di Karlovy Vary e una nomination agli Emmy Awards.
Nel 2006 realizza Blindsight, un documentario su sei teenager tibetani non vedenti che decidono di scalare l'Everest insieme all'alpinista americano Erik Weihenmayer, che si aggiudica il premio del pubblico al 57º Festival di Berlino e in altre manifestazioni.
Nel 2010 dirige Waste Land, premiato con oltre 20 riconoscimenti in tutto il mondo. Girato nell'arco di tre anni con João Jardim e Karen Harley, il documentario che segue il viaggio dell'artista Vik Muniz nella più grande discarica del mondo, Jardim Gramacho, situata nei sobborghi di Rio de Janerio, ottiene tra l'altro due premi al Festival di Berlino, il premio del pubblico al Sundance Film Festival e al Festival del cinema di Stoccolma e la nomination come miglior documentario ai Premi Oscar 2011. Sempre nel 2010 realizza Countdown to zero e l'anno successivo riceve altri due premi al Sundance Film Festival e un'altra nomination agli Oscar per il cortometraggio The Tsunami and the Cherry Blossom, che segue i sopravvissuti del terremoto e maremoto del Tōhoku mentre si apprestano a celebrare l'Hanami, la fioritura dei ciliegi.
Il successo e i riconoscimenti continuano con The Crash Reel del 2013, quando è chiamata anche a far parte della giuria "Opera prima" del 63º Festival di Berlino.

## Filmografia

### Cinema
- Devil's Playground (2002).
- Blindsight (2006).
- Waste Land, co-regia con Karen Harley e João Jardim (2010).
- Countdown to Zero (2010).
- The Crash Reel (2013).
- Buena Vista Social Club: Adios (2017).
- Mountain Queen: The Summits of Lhakpa Sherpa (2023).

### Televisione
- Blue's Clues - Serie tv (1998-2000).
- Independent Lens - Documentario Tv (1 episodio) (2011).
- The New Yorker Presents - Documentario Tv (1 episodio) (2016).